# Lepanthes interiorubra
Lepanthes interiorubra är en orkidéart som beskrevs av Henry August Hespenheide. Lepanthes interiorubra ingår i släktet Lepanthes och familjen orkidéer. Inga underarter finns listade i Catalogue of Life.